# Musée d'Art sacré de Dijon
Le musée d'Art sacré de Dijon est un musée municipal d'Art sacré catholique bourguignon inauguré en 1980 par le chanoine Jean Marilier dans l'église Sainte-Anne de Dijon. Labellisé Musée de France, il est associé depuis 1993 au musée de la vie bourguignonne Perrin de Puycousin du monastère voisin.
Depuis le 25 janvier 2024, le musée est fermé pour travaux.

## Historique
En 1950 la ville de Dijon achète l'église Sainte-Anne de Dijon 17 rue Sainte-Anne dans le secteur sauvegardé de Dijon, pour y héberger à partir de 1979 ce musée d'Art sacré catholique bourguignon dont le chanoine Jean Marilier fut le créateur et le premier conservateur.

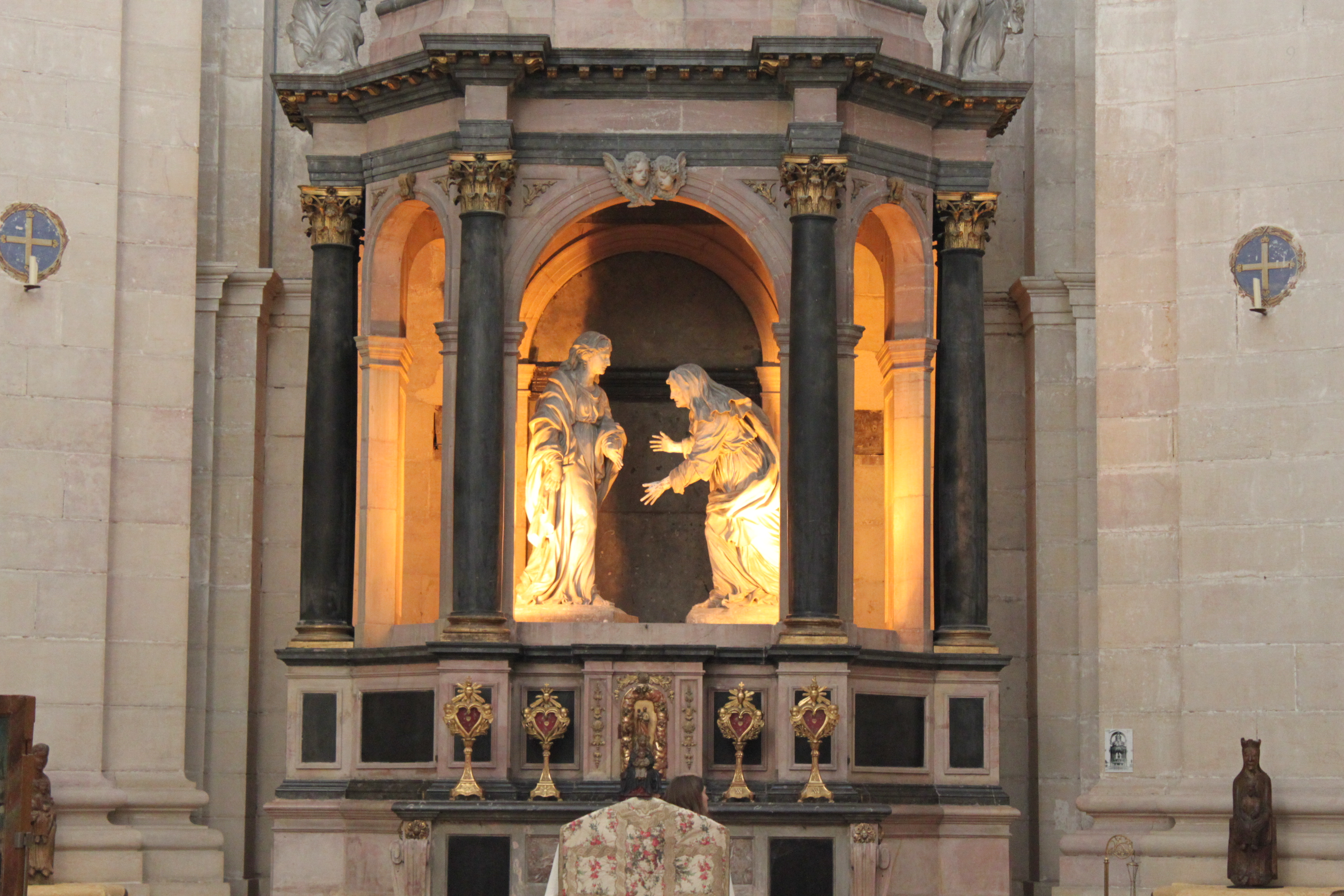
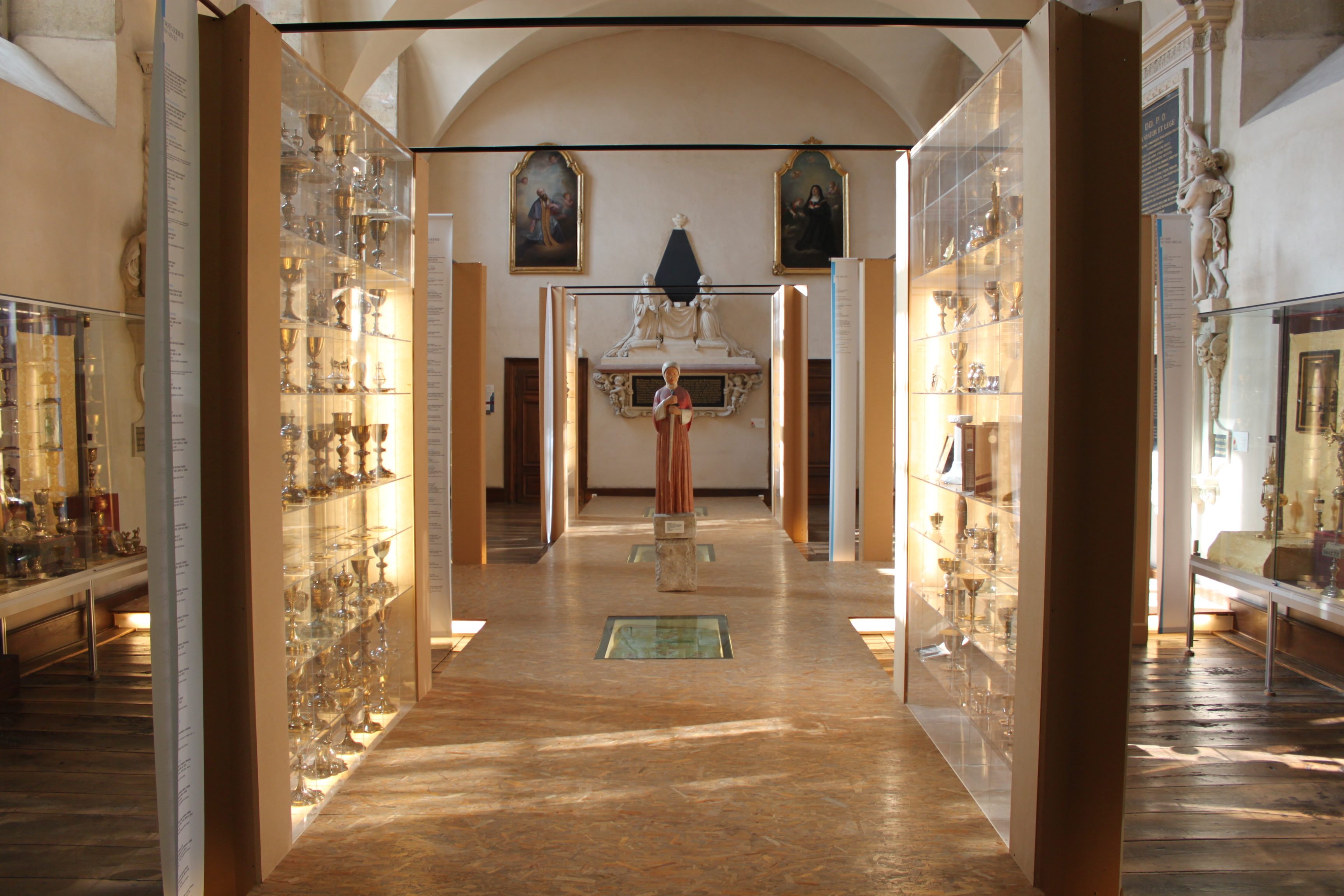
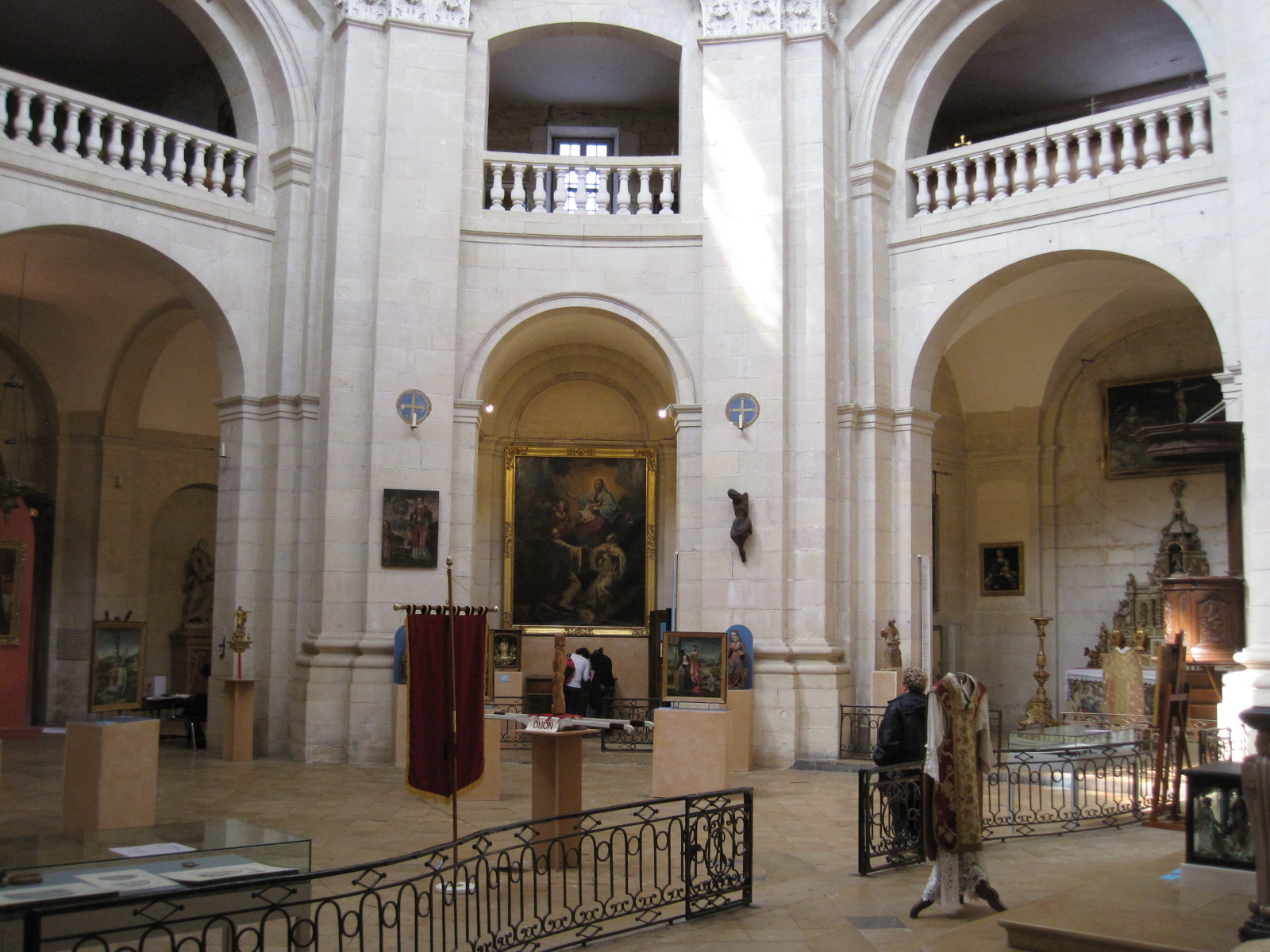
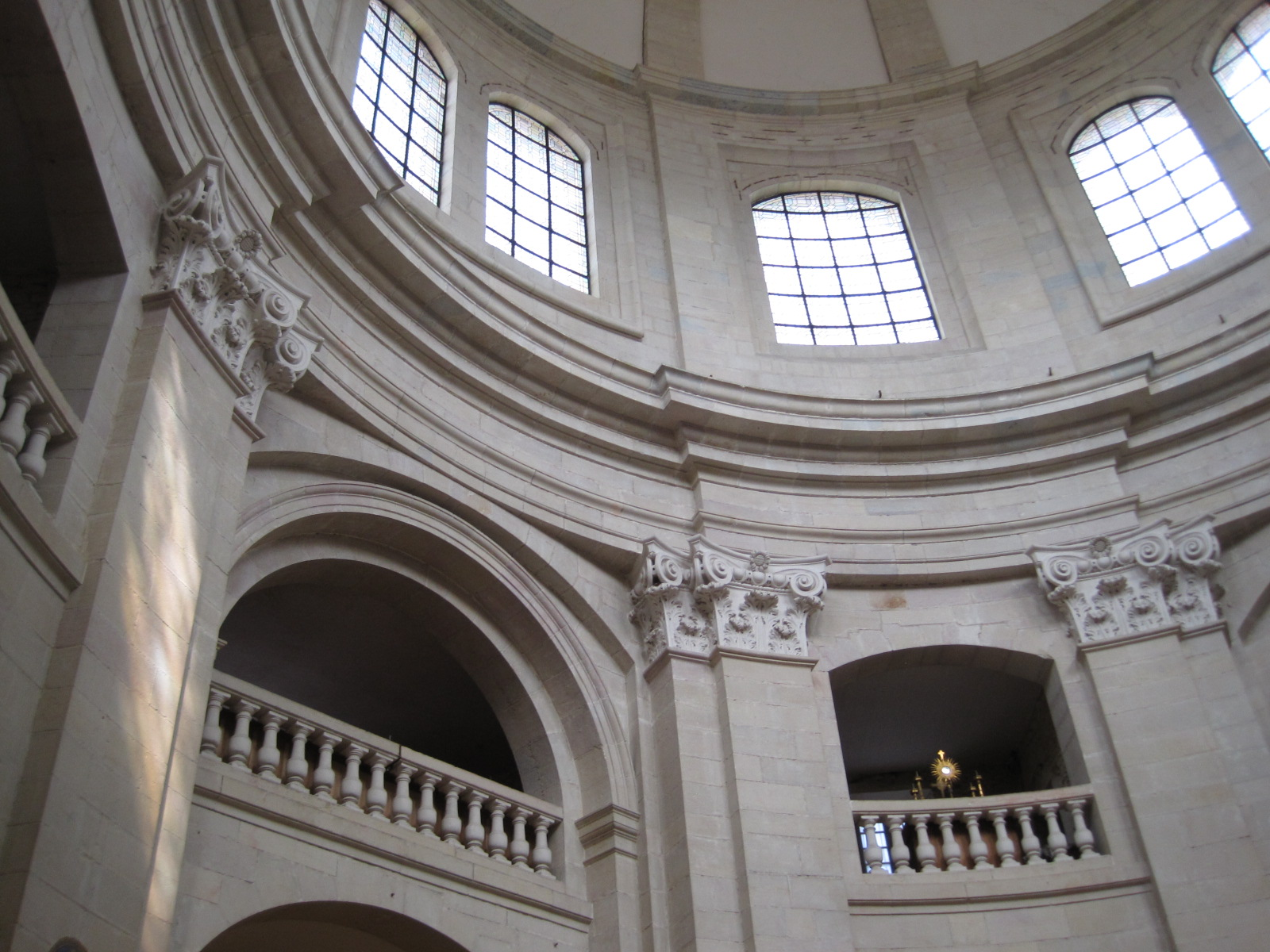

Le musée expose sculptures, peintures, mobilier, objets du culte catholique et nombreuses reliques dont l'Église abandonne l'usage lors des différentes réformes religieuses. Les tribunes, dont l'accès est possible lors des visites commentées, conservent une importante collection de vêtements et d'ornements liturgiques, principalement des XVIIIe et XIXe siècles.

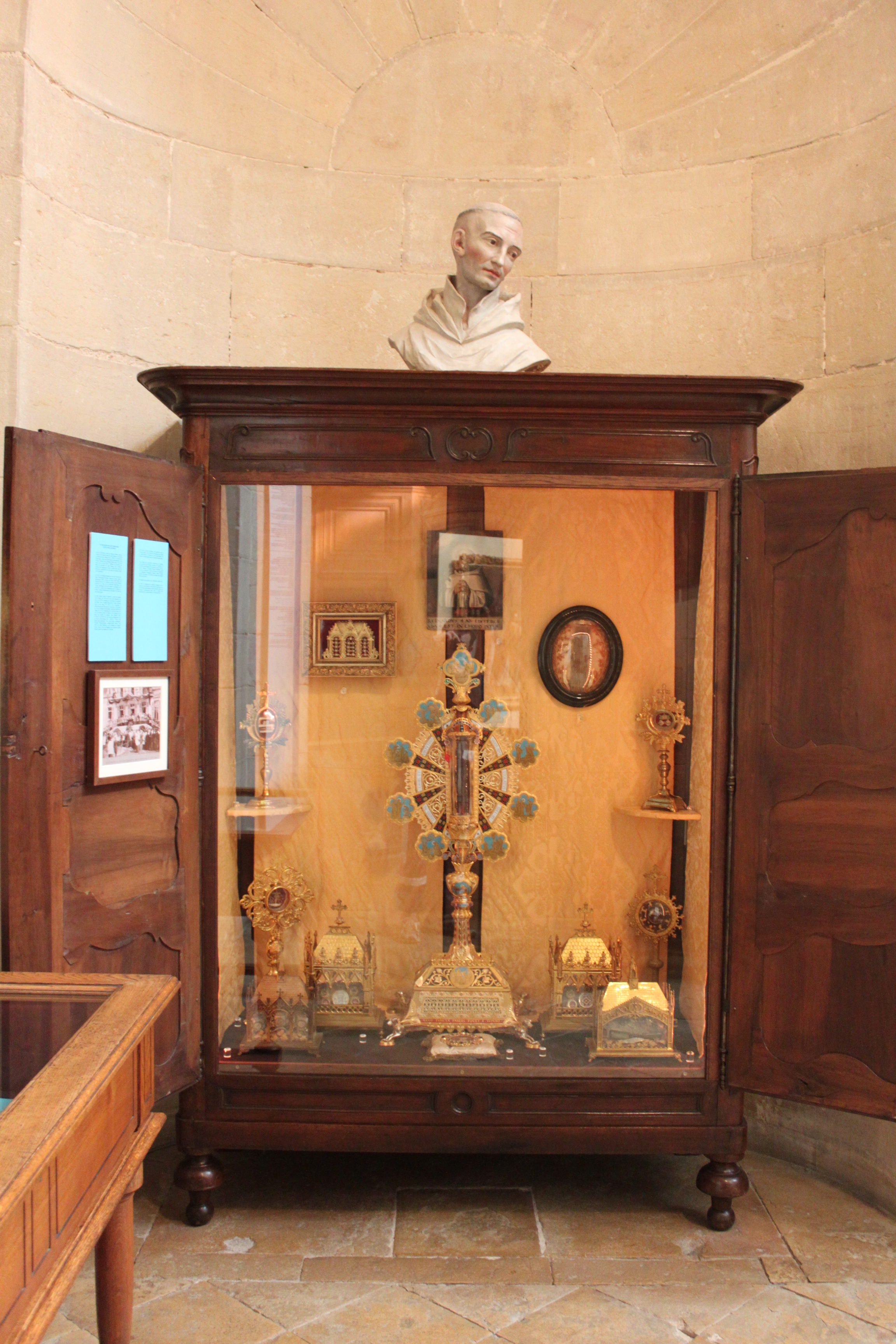
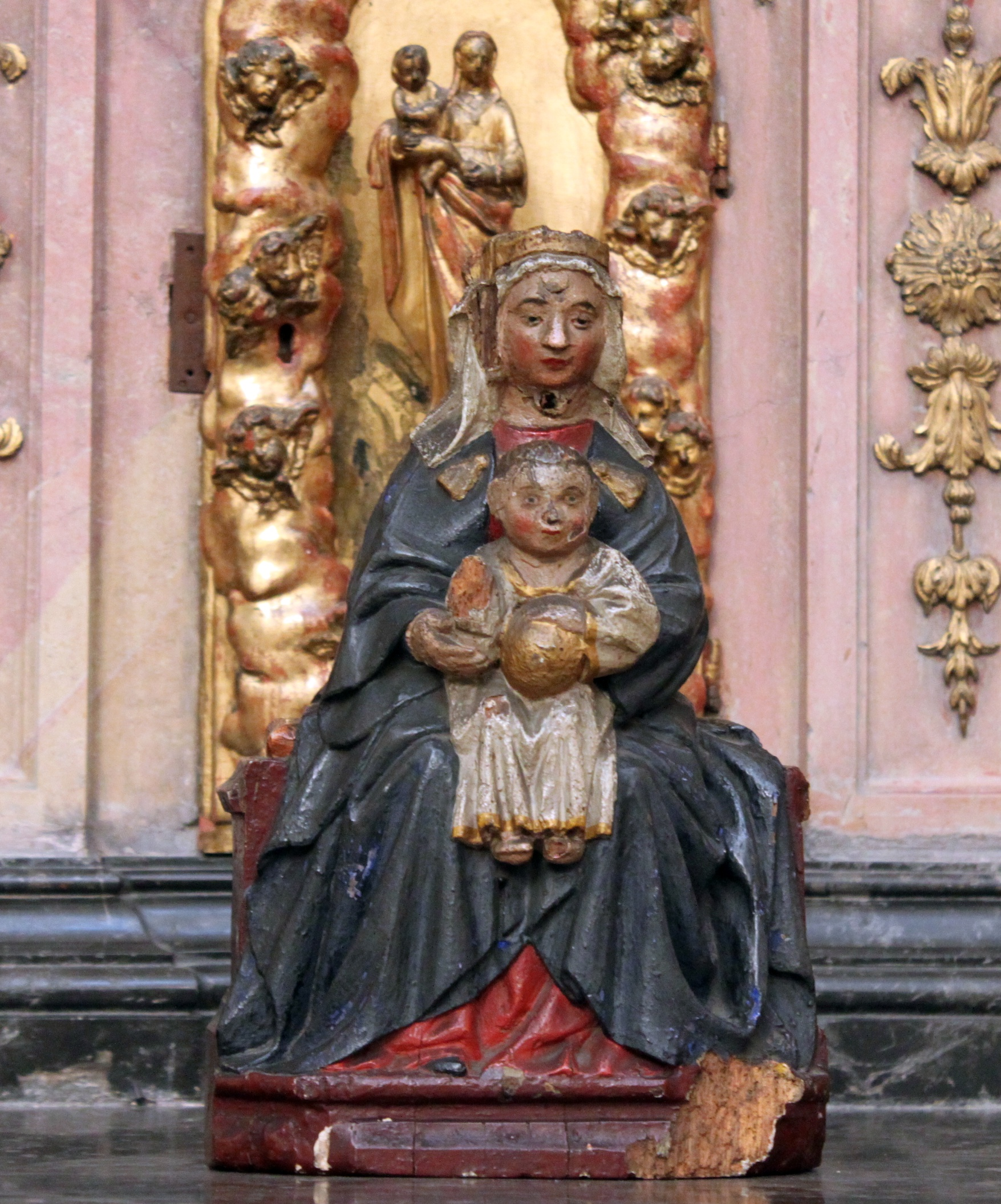
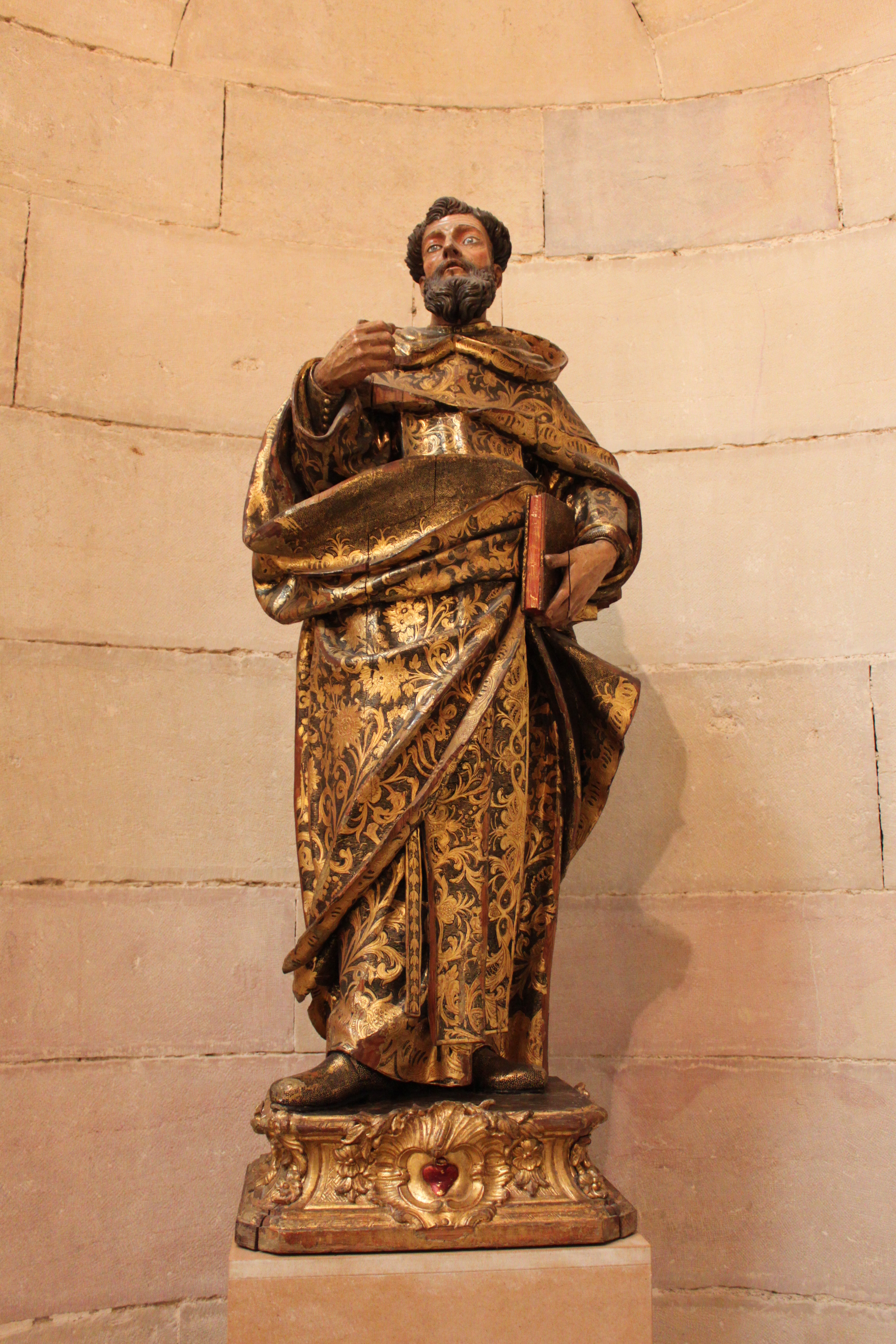
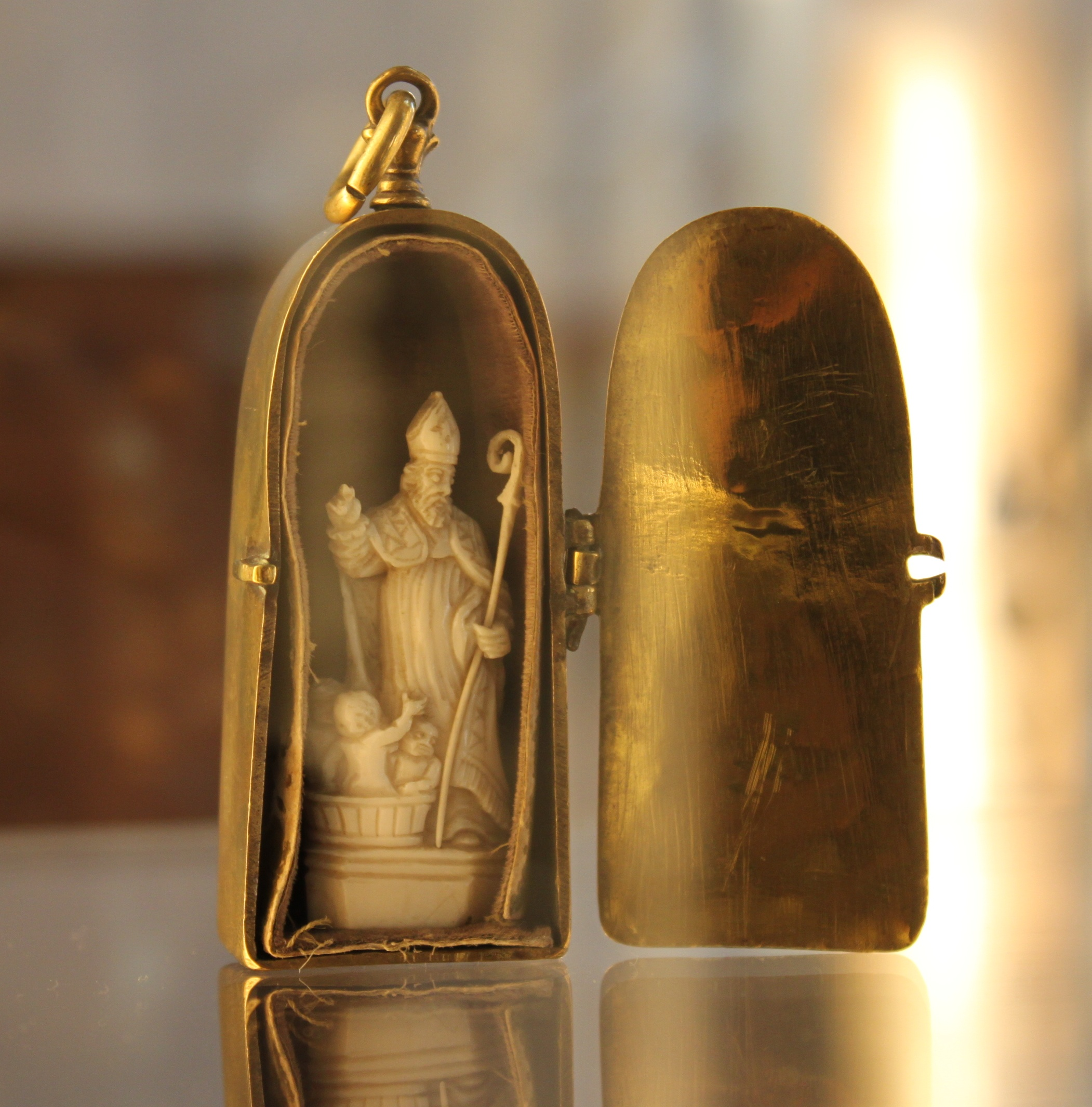

Le musée d'Art sacré a une double vocation : rassembler des objets liturgiques (du XIIe au XIXe siècle) servant au culte catholique, et restituer le quotidien des communautés féminines appartenant à différentes familles spirituelles.

## Collections
Objets d'art :
- Anonyme Bourguignon, Croix reliquaire de l'hôpital du Saint-Esprit, XVIe / XVIIe siècle, argent ciselé et doré, verre, H : 35,8 cm[2].
- Guillaume Golliard (orfèvre), Ciboire, XVIIe siècle, argent repoussé, 28 × 16 cm[3].

Sculptures:
- Jean-Baptiste Bouchardon.
- Henri Charlier, Jeanne d'Arc, vers 1920, plâtre polychrome et pierre[4].

Peintures:
- Anonyme, Sainte Catherine de Sienne, XVIIe siècle, huile sur cuivre[5].
- Anonyme, Portrait de la mère de saint Bernard, Aleth de Montbard, XVIIe siècle, huile sur panneau[6].
- Horace Le Blanc, Procession devant le château Saint-Ange, huile sur toile, 138 × 179 cm[7].

Autres:
- Jean Dubois, autel, 1675, marbre noir, calcaire oolithe, pierre et bronze.

Cet autel à baldaquin monumental conçu en 1675 pour l'église du monastère de la Visitation de Dijon est présenté dans l'église Sainte-Anne depuis 1804. Il est l'œuvre du sculpteur Jean Dubois qui conçoit la décoration de nombreux décors baroques pour les églises et hôtels particuliers dijonnais durant la seconde moitié du XVIIe siècle.